# 小普拉武恰
49°35′6″N 25°11′50″E / 49.58500°N 25.19722°E
小普拉武恰（烏克蘭語：Мала Плавуча）是位於烏克蘭西部特諾皮爾州裏特諾皮爾區的村莊，面積0.03平方公里，2001年人口489，人口密度每平方公里195.6人。